# Khasi (Sprache)
Khasi ist die Sprache des indigenen Volks der Khasi, das im Norden von Indien im kleinen Bundesstaat Meghalaya lebt und dort die Hälfte der Bevölkerung stellt. Khasi gehört zur Gruppe der Mon-Khmer-Sprachen innerhalb der austroasiatischen Sprachfamilie und wird in lateinischer Schrift mit einigen Sonderzeichen geschrieben.
Khasi wird von über 1,5 Millionen Menschen gesprochen. Hauptverbreitungsgebiet der Sprache ist Meghalaya, nennenswerte Minderheiten von Khasi-Sprechern leben in den angrenzenden Gebieten von Assam (≈16.000) und Bangladesch (≈85.000). In Meghalaya besitzt Khasi seit der Verabschiedung des Meghalaya State Language Act im Jahre 2005 den Status einer assoziierten Amtssprache.
Die Khasi-Sprache untergliedert sich in zahlreiche Dialekte – vor allem Khasi, Jaintia, Lyngngam und War (Namen von Khasi-Stämmen) – und ähnelt nicht den indischen Sprachen. Vermutet wird eine Verwandtschaft mit einigen isolierten Sprachen in Zentralindien: Khasi könnte eine Brückenfunktion haben zwischen diesen und der großen austroasiatischen Sprachfamilie (ursprünglich aus China).
Die moderne Standardsprache beruht auf der in und um den Ort Cherrapunji gesprochenen Mundart. Bei einigen der anderen, teils stark abweichenden Dialekten handelt es sich möglicherweise um eigenständige Mon-Khmer-Sprachen, allerdings liegen dazu keine ausreichenden wissenschaftlichen Erkenntnisse vor.

## Sprachentwicklung
Den ersten Versuch, gesprochenes Khasi aufzuschreiben, machte im frühen 18. Jahrhundert K. C. Pal von der Serampore-Missionsstation (heutiges Westbengalen): Pal übernahm die bengalischen Schriftzeichen, um einige Stellen aus der christlichen Bibel in Khasi zu schreiben. Die Einheimischen reagierten aber mit Ablehnung und waren der Ansicht, dass die fremden Schriftzeichen auf Papier sie erblinden lassen würden. Die eigentliche Khasi-Schriftsprache entstand 1841, als der walisische Methodisten-Missionar Thomas Jones die lateinische Schrift zur Umschreibung des Khasi einführte – infolgedessen ähnelt die von ihm gewählte Rechtschreibung der Orthographie des Walisischen in Großbritannien. Jones wurde kurz darauf von der Britischen Ostindien-Kompanie beschuldigt, gegen ihre Interessen zu verstoßen und die Einheimischen zum Widerstand gegen ihre Besetzung aufzurufen – er musste aus den Khasi-Bergen fliehen und starb 1849 in Kalkutta. 1889 erschien die erste Zeitung auf Khasi, monatlich herausgegeben von dem schottischen Presbyterianer William Williams (1859–1892); bereits im ersten Jahr schrieb in ihr der Khasi-Angehörige Rabon Singh Kharsuka seine erste Abhandlung über die Religion der Khasi (Niam Khasi). Ab 1890 erschien das erste Wörterbuch Khasi–Englisch und eine übersetzte Ausgabe der Bibel.
Heute ist Khasi in geschriebener und gesprochener Form eine äußerst lebendige Sprache; seit dem späten 19. Jahrhundert hat sich eine Literaturtradition herausgebildet. In Meghalaya erscheinen mehrere Zeitungen in Khasi, außerdem gibt es Radioprogramme und zwei Fernsehsender, die ausschließlich auf Khasi senden. Das Kulturministerium Meghalayas veranstaltete im Jahr 2000 in der Hauptstadt Shillong zwei Symposien zu Leben und Werken von Khasi- und Jaintia-Autoren (Life and Works of Khasi / Jaintia Authors in the field of Khasi Literature) und 2001 eine Konferenz zur Förderung des Khasi und des benachbarten Garo (Growth and Development of Khasi and Garo Languages); außerdem vergab das Ministerium den ersten literarischen Preis State Literary Award 2000 for Khasi book.
Phawar
Teil der althergebrachten Khasi-Folklore ist eine besondere Form von individueller Dicht- und Gesangskunst, ka phawar genannt („Couplets“): Mit einfallsreichen Vorträgen in gereimten Zweizeilern werden die eigenen Vorteile hervorgehoben und die Schwächen von Gegnern verspottet (vergleiche Spottlied). Derartige virtuose und teils improvisierte Ansprachen kommen vor allem zum Einsatz beim Khasi-Bogenschießen, ihrem Lieblingssport, aber auch auf Festivals, bei Gemeinschaftsarbeiten oder gemeinsamen Jagdprojekten.

## Wortschatz
Der Großteil des Wortschatzes ist einheimischen Ursprungs, auch wenn es sicher einige wechselseitige Sprachkontakte mit benachbarten tibeto-birmanischen Sprachen gegeben hat. Allerdings hat Khasi eine größere Anzahl von Vokabeln aus dem Bengali, Hindi und Englischen entlehnt, wobei englische Wörter in neuerer Zeit zumeist konsequent der eigenen Orthografie angepasst werden.

## Grammatik
Das auffälligste Merkmal des Khasi ist seine Eigenschaft, zur Bildung grammatischer Beziehungen fast ausschließlich Präfixe, Präpositionen und freie Morpheme zu verwenden. Sowohl Suffixe als auch die in anderen Mon-Khmer-Sprachen vorkommenden Infixe sind unbekannt.
Die beiden grammatischen Geschlechter, Femininum und Maskulinum, sind bei Substantiven, Adjektiven und Verben durch vorangestellte, freie Silben markiert, die bei Substantiven ähnlich wie bestimmte Artikel funktionieren. Die Silbe i wird zur Bildung des Diminutivs verwendet. Der Plural wird für alle Geschlechter durch Voranstellen von ki gebildet. Auch die Diminutiv- und Pluralmorpheme werden vor Verben und Adjektiven wiederholt.
| ka  | briew |
| die | Frau  |

| u   | briew |
| der | Mann  |

| i   | briew                                     |
| das | Männchen / Männlein / Frauchen / Fräulein |

Um unbestimmte Formen zu bilden, werden Genusmarkierer und das Zahlwort wei (eins) verbunden. Anschließend muss trotzdem der Genusmarkierer wiederholt werden.
| kawei | ka  | briew |
| eine  | die | Frau  |

| uwei | u   | briew |
| ein  | der | Mann  |

| iwei | i   | briew                                     |
| ein  | das | Männchen / Männlein / Frauchen / Fräulein |

Akkusativ, Dativ und Genitiv werden durch Präpositionen gebildet, wobei beim Genitiv der Besitzer dem Besitztum nachgestellt wird.
Die grammatischen Kategorien der Verben werden teils durch vor das Verb gestellte Silben unterschieden, zum Beispiel la für das Präteritum oder la lah für das Plusquamperfekt, teils durch Präfixe, etwa pyn- für den Kausativ.
Die Satzstellung ist immer Subjekt, Prädikat, Objekt, sowohl in Aussage- als auch Fragesätzen, die sich nur durch den Tonfall unterscheiden.